# Redemptoristenklooster (Roeselare)
Het Redemptoristenklooster is een voormalig klooster in de West-Vlaamse stad Roeselare, gelegen aan de Delaerestraat, de Leenstraat en de Sint-Alfonsusstraat.

## Geschiedenis
De paters Redemptoristen, sinds 1830 in België gevestigd, vestigden zich in 1868 ook in Roeselare, en van 1868-1871 bouwden zij er een kloostercomplex in neogotische stijl. Zij legden zich toe op het organiseren van retraites en volksmissies, en het afnemen van de biecht.
Van 1872-1874 werd de Redemptoristenkerk gebouwd. In 1911-1912 volgde een retraitehuis met kapel.
Toen het aantal paters afnam werd een deel van het complex van 1994-1998 omgebouwd tot winkelpand. De tuinen verdwenen. In 2001 werd het retraitehuis omgevormd tot onthaal-, leer- en vierhuis De Bremstruik en in 2009 vertrokken de paters naar Izegem.